# (15347) Colinstuart
(15347) Colinstuart est un astéroïde de la ceinture principale.

## Description
(15347) Colinstuart est un astéroïde de la ceinture principale. Il fut découvert le 26 octobre 1994 à Stakenbridge par Brian G. W. Manning. Il présente une orbite caractérisée par un demi-grand axe de 2,33 UA, une excentricité de 0,22 et une inclinaison de 6,1° par rapport à l'écliptique.